# Guiscriff
Guiscriff é uma comuna francesa na região administrativa da Bretanha, no departamento Morbihan. Estende-se por uma área de 84,3 km². Em 2010 a comuna tinha 2 146 habitantes (densidade: 25,5 hab./km²).